# تنسيق ملف الفيديو
يعرف تنسيق ملف الفيديو بأنه نوع من تنسيقات الملفات المعدة لتخزين بيانات الفيديو الرقمية على النظام الحاسوبي. يتم تخزين ملفات الفيديو باستخدام تقنيات الضغط مع السماح بفقد البيانات وذلك لتقليل حجم الملف.

## نبذة
يحتوي ملف الفيديو على حاوية بتنسيق معين، مثل تنسيق ماتروسكا. تحتوي الحاوية على بيانات الفيديو بتنسيق ترميز الفيديو، مثل الترميز VP9، والبيانات الصوتية بتنسيق الترميز الصوتي، مثل اوبس Opus، ويمكن أيضا أن تحتوي على معلومات المزامنة والعناوين الفرعية والبيانات الوصفية مثل العنوان. تعتبرانواع ملفات الفيديو القياسية، مثل.webm، ملفات تعريفية مقيدة بتنسيقات حاوياتها وبما تسمح به تقنيات ضغط الصوت والفيديو المستخدمة.
يسمى ترميز الفيديو والصوت داخل حاوية ملف الفيديو، بدون الترويسة والتذييل والبيانات الوصفية، بالجوهر، ويسمى البرنامج أو الجهاز الذي يقوم بفك ضغط الفيديو أو الصوت بالمرمز أوفك الترميز. يتوجب على المستخدم أحيانا ان يقوم بتثبيت مكتبة ترميز متوافقة مع نوع ترميز الفيديو اوالصوت لتشغيل ملف فيديو أو ترميزه. يقتضي التصميم الجيد لتنسيقات ملفات الفيديو ان يكون امتداد الملف مشتقا من البرنامج المشغل للملف. على سيبل المثال، يتم تشغيل الملفات بالامتداد (.webm) باستخدام البرنامج WebM والملفات من نوع (wmv) باستخدام برنامج ويندوز ميديا فيديو، ويتم تشغيل الملفات بالامتداد (.flv) بالبرنامج Flash Video ويشغل البرنامج Ogg Video الملفات بتنسيق (ogv).
وعلى النقيض من ذلك، إذا كان امتداد الملفات عاما، مثل (.avi) الذي يشغله AVI أو (.mov) الذي يشغله QuickTime، فإنه يصعب على المستخدم معرفة البرنامج الأنسب لتشغيل ملف الفيديو أو الملف الصوتي. تتميز إف إف إم بي إي جي للبرامج المجانية بدعمها الكبيرلترميز وتنسيقات ملفات الفيديو، فعلى سبيل المثال، تستخدم جوجل Google مكتبة ffmpeg لتشغيل أنواع متعددة من ملفات الفيديو المحملة على يوتيوب. يعد برنامج VLC المجاني أحد البرامج التي تستخدم مكتبات ffmpeg، والذي يمكنه تشغيل معظم ملفات الفيديو.